# Championnats du monde de biathlon 1966
Les Championnats du monde de biathlon 1966 se tiennent à Garmisch-Partenkirchen (Allemagne), du 4 au 6 février 1966. Testée l'année précédente dans le cadre des mondiaux 1965, l'épreuve du relais 4 x 7,5 km est disputée officiellement pour la première fois lors de ces championnats du monde 1966. En contrepartie, le classement par équipes qui octroyait des médailles lors des éditions précédentes disparaît.

## Les résultats
| Épreuve            | Or                                                         | Argent                                                                                 | Bronze                                                         |
| 20 km individuel H | Jon Istad                                                  | Józef Gąsienica Sobczak                                                                | Vladimir Gundartsev                                            |
| Relais 4×7,5 km H  | Norvège Jon Istad Ragnar Tveiten Olav Jordet Ivar Nordkild | Pologne Józef Gąsienica Sobczak Stanisław Szczepaniak Stanisław Łukaszczyk Józef Rubiś | Suède Olle Petrusson Tore Eriksson Holmfrid Olsson Sture Ohlin |

## Tableau des médailles
| Médailles | Pays             | Or | Argent | Bronze | Ensemble |
| --------- | ---------------- | -- | ------ | ------ | -------- |
| 1         | Norvège          | 2  | 0      | 0      | 2        |
| 2         | Pologne          | 0  | 2      | 0      | 2        |
| 3         | Union soviétique | 0  | 0      | 1      | 1        |
| 4         | Suède            | 0  | 0      | 1      | 1        |